# Triglyphus aureus
Triglyphus aureus är en tvåvingeart som beskrevs av Violovitsh 1980. Triglyphus aureus ingår i släktet gallblomflugor, och familjen blomflugor. Inga underarter finns listade i Catalogue of Life.